# 航天奇观

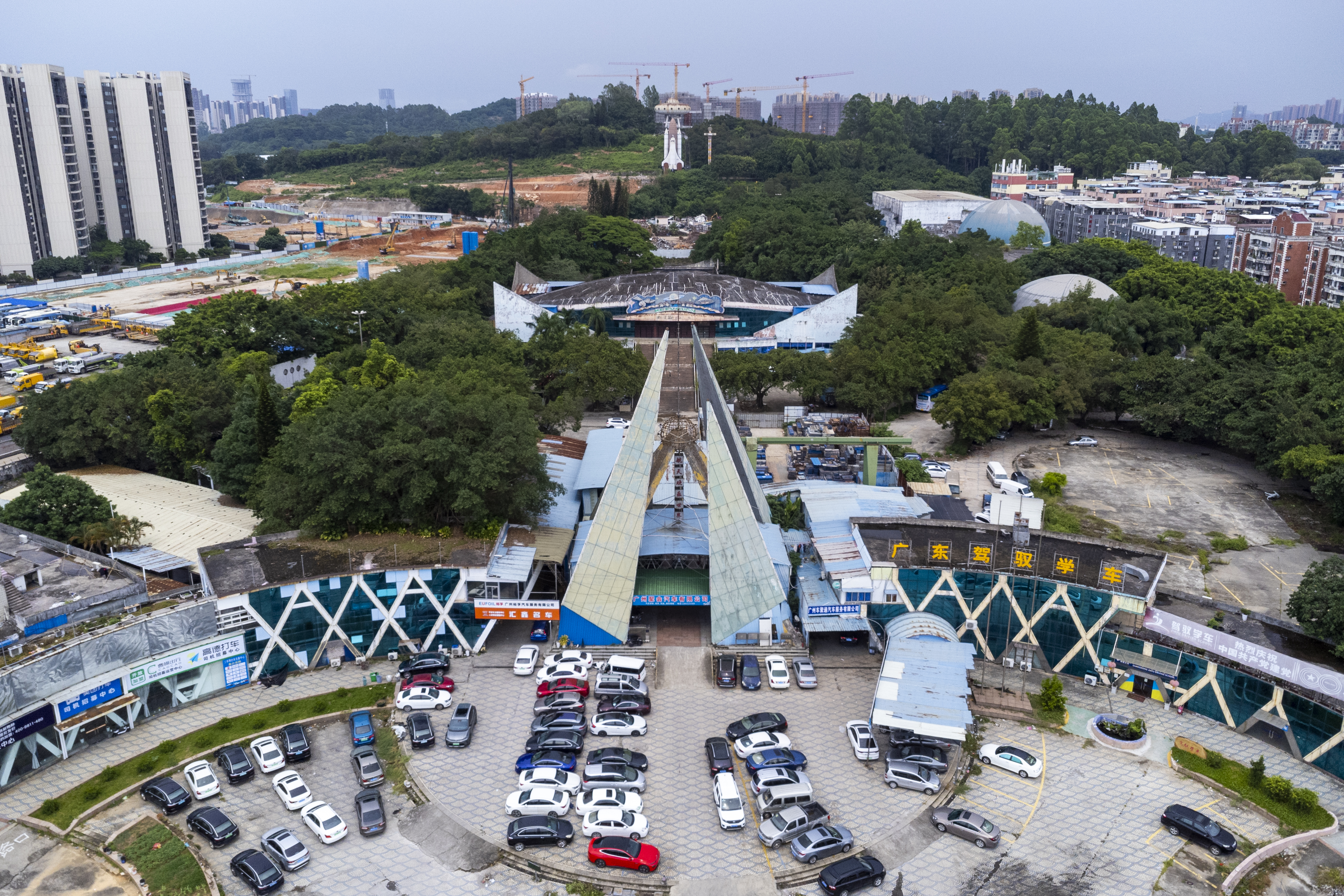
航天奇观现状（2023年6月）

航天奇观，又名广州航天欢乐世界，是广州市一个以航天文化为主题的游乐园，位于广州天河区东圃镇，曾为中国最大的航天科技景点，2011年停业。

## 历史
航天奇观是东圃镇农民自行集资2.5亿投资兴建，1996年11月动工，1997年10月试业，1997年11月正式开业，首期工程占地320亩，内设航天科技馆、火箭发射指挥中心、升空馆、太空站、月球馆、太空遨游、星球历险、火山地震馆、360度景观视厅等10多个科普场馆，以及水上世界、傲视蓝天、星座广场、卡通剧场、欢乐天地、荔香苑、战鹰雄姿、友谊营地、音乐喷泉等娱乐场所。园内陈列不少火箭、卫星、导弹的实体及模型，其中最为著名的是斥巨资购买的长征三号乙运载火箭实体。2003年6月18日，广州首家露天汽车电影院DRIVE-IN在航天奇观正式开业。
因经营不善，航天奇观于2011年正式停业。2011年9月，南方广播影视创意基地工程建设项目启动，计划将航天奇观原有展馆、景点和配套项目改造为影视节目拍摄外景基地。2016年初，广东广播电视台斥资16亿元夺下航天奇观其中一地块。2020年下半年起，航天奇观陆续出让产业及商业用地予多家文创企业。